# Babil
Babil is een gouvernement (provincie) in Irak. Babil telt 2.000.000 inwoners op een oppervlakte van 6468 km².
Babil is de tegenwoordige naam voor het Babel uit de oudheid. In de provincie bevinden zich de ruïnes van Babylon.